# LY Большой Медведицы
LY Большой Медведицы (лат. LY Ursae Majoris) — двойная новоподобная катаклизмическая переменная звезда (NL) в созвездии Большой Медведицы на расстоянии приблизительно 1011 световых лет (около 310 парсеков) от Солнца. Видимая звёздная величина звезды — от +15,44m до +14,95m.

## Характеристики
Первый компонент — аккрецирующий белый карлик спектрального класса pec(e).
Второй компонент — оранжевая звезда спектрального класса K.